# Курово (Ґродзиський повіт)
Курово (пол. Kurowo, нім. Kurowo, 1939-45: Hennersdorf) — село в Польщі, у гміні Ґродзиськ-Велькопольський Ґродзиського повіту Великопольського воєводства.
Населення — 154 особи (2011).
У 1975-1998 роках село належало до Познанського воєводства.

## Демографія
Демографічна структура станом на 31 березня 2011 року:
|          | Загалом | Допрацездатний вік | Працездатний вік | Постпрацездатний вік |
| -------- | ------- | ------------------ | ---------------- | -------------------- |
| Чоловіки | 75      | 15                 | 55               | 5                    |
| Жінки    | 79      | 21                 | 47               | 11                   |
| Разом    | 154     | 36                 | 102              | 16                   |